# Terremoto della Calabria del 27 marzo 1638
Il terremoto del 27 marzo 1638 fu un terremoto catastrofico che colpì una area molto vasta della Calabria nei giorni 27 (sabato, antivigilia delle Palme) e 28 marzo (domenica delle Palme) del 1638.

## Storia
L'analisi delle fonti, sia documenti di archivio (per es., le relazioni ad Limina dei vescovi, i documenti del "Fondo Notai" negli archivi locali, regesti della Regia Camera della Sommaria e dei fogli di «Avvisi compilati») che opere di storiografia del XVII secolo hanno permesso di ricostruire la sequenza degli eventi mostrando che nei giorni 27 e 28 marzo 1638 si sono verificate tre differenti scosse principali che hanno comportato la distruzione di oltre 100 villaggi e la morte di un numero di persone stimato fra 10 000 e 30 000:
| Giorno   | Località              | Lat.  | Lon.  | Intensità epicentrale X 10 (MCS) | Intensità massima X 10 (MCS) | Magnitudo equivalente (Magnitudo momento)INGV - Dati sismologici di lungo periodo |
| -------- | --------------------- | ----- | ----- | -------------------------------- | ---------------------------- | --------------------------------------------------------------------------------- |
| 27 marzo | Bacino del Savuto     | 39.11 | 16.27 | 11                               | 11                           | 6.8                                                                               |
| 28 marzo | Piana di Sant'Eufemia | 38.96 | 16.26 | 11                               | 11                           | 6.6                                                                               |
| 28 marzo | Serre occidentali     | 38.68 | 16.23 | 9.5                              | 10                           | 6.6                                                                               |

### 27 marzo: Bacino del Savuto
La prima scossa si verificò alle ore 22 del 27 marzo 1638 e interessò soprattutto la zona dell'alto Crati, alle pendici della Sila, della Valle del Savuto e centri lungo la costa tirrenica poco a nord del golfo di Sant'Eufemia. In numerose località si raggiunse un'intensità epicentrale di 11 (MCS); vennero distrutte fra l'altro Martirano, Rogliano, Santo Stefano di Rogliano, Grimaldi, Motta Santa Lucia, Marzi e Carpanzano. Furono distrutti più o meno completamente 17 centri abitati sulla costa tirrenica, per es. Amantea; ma danni lievi furono rilevati perfino a Maratea (a nord) e a Reggio Calabria (a sud). Secondo la relazione ufficiale del consigliere Ettore Capecelatro, inviato nelle Calabrie viceré spagnolo, complessivamente furono distrutte oltre 10 000 abitazioni e altre 3 000 circa divennero inabitabili. Il vescovo di Martirano Luca Cellesi, ferito nel crollo del palazzo vescovile, si rifugiò a Pedivigliano e nella Relazione ad limina dell'anno successivo riferirà che il sisma aveva ridotto la popolazione della sua diocesi da 12 000 a 6 500 abitanti.
Nei paesi colpiti dal terremoto la popolazione diminuì anche per le migrazioni che seguirono. Numerosi abitanti di Motta Santa Lucia si trasferirono a Decollatura, stimolati anche dalla politica del vescovo Cellesi di popolare i «luoghi montani» abitati fino ad allora solo durante il periodo primaverile-estivo; gli abitanti di Pedivigliano e Pittarella, appartenenti all'università di Scigliano, popolarono i casali di Scigliano nella Sila Piccola, anch'essi disabitati, come Soveria Mannelli e Castagna. Abitanti di Scigliano e Carpanzano si trasferirono ancora verso la lontana costa ionica dando origine alle attuali località di Savelli e Mandatoriccio, con importanti conseguenze di natura sociale e linguistica. Un medico calabrese, tale Pier Paolo Sassonio, predisse l'insorgenza di nuove scosse telluriche: fu fatto catturare dal viceré di Napoli Ramiro Núñez de Guzmán e condannato a remare nelle galere; in effetti, pochi mesi dopo, l'8 giugno dello stesso anno la Calabria fu sconvolta da un altro terremoto disastrosissimo, questa volta nel Crotonese.

### 28 marzo: Piana di Sant'Eufemia

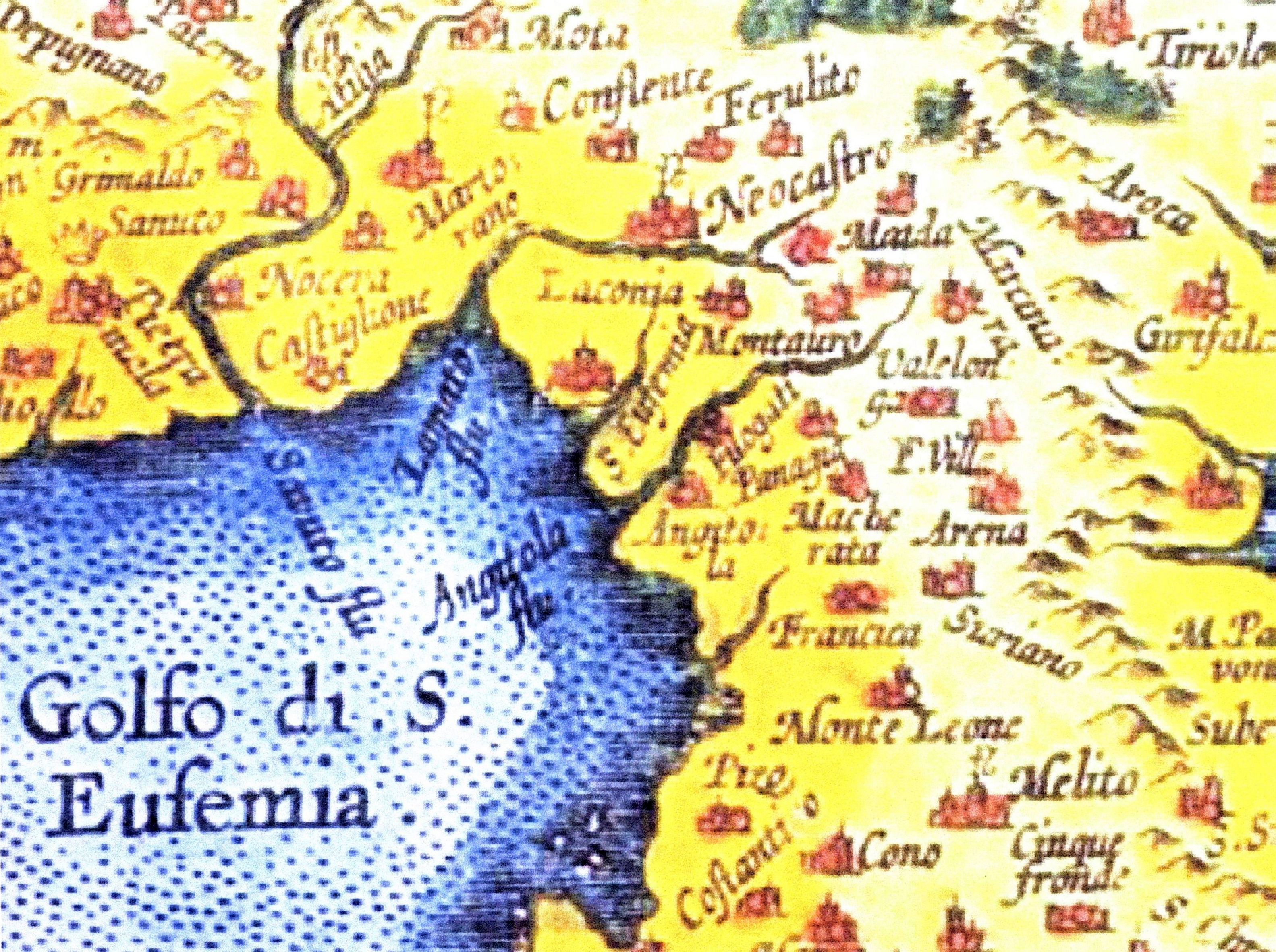
Piana di Sant'Eufemia (1589)

La domenica delle Palme, 28 marzo 1638 due nuove scosse di terremoto si verificarono più a sud, nella Calabria Ulteriore: gli abitanti  "sentirono il terreno dondolarsi come dentro un naufragante legno". L'epicentro del più violento dei due eventi del 28 marzo si verificò nei pressi di Nicastro. A Nicastro si verificò il maggior numero di morti, circa 3.000 persone, di cui 600 rimaste vittime del crollo della chiesa dei Francescani, affollata a causa delle celebrazioni delle Palme. Furono numerosissimi i morti anche a Sambiase, Castiglione Marittimo, Feroleto Antico e Sant'Eufemia, quest'ultimo distrutto da un maremoto. Gravi danni vennero registrati in quasi tutto il lametino.
Sant'Eufemia fu abbandonato e ricostruito in un nuovo luogo. Nicastro, invece, il 20 giugno 1638, poche settimane dopo il terremoto, subì l'assalto dei Turchi che la saccheggiarono. Nacque il comune di Feroleto Piano, oggi Pianopoli, in seguito alla migrazione di alcuni superstiti del distrutto comune di Feroleto Antico. In seguito alle scosse, come era avvenuto peraltro nella valle del Savuto, si aprirono fenditure dalle quali in qualche caso fuoriuscirono acqua o gas solforosi. Questi fenomeni, e i contemporanei fenomeni di abbassamento del suolo, unitamente ai preesistenti dissesti idrologici, causarono la formazione di una vasta area paludosa di circa 180 km² fra l'Amato e l'Angitola che rese malarica la Piana di Sant'Eufemia per tre secoli, fino alla bonifica agraria del 1928.

### 28 marzo: Serre calabresi occidentali
Di minore intensità, ma pur sempre distruttive, le scosse che si verificarono il 28 marzo nelle Serre occidentali. Narra Domenico Martire che presso l'odierna Vibo Valentia (a quei tempi Monteleone) "s'aperse una certa voragine, che quanto di giorno buttava fumo di zolfo, tanto di notte fiamme". I danni più gravi furono patiti dai centri di Vibo, Rosarno, Mileto, mentre i centri di Borrello, Briatico, e Castelmonardo furono praticamente rasi al suolo. Sulla costa si verificò il maremoto: secondo Giulio Cesare Recupito (1581-1647) sul litorale di Pizzo il mare, dopo essere arretrato per circa 2000 passi, si riversò sulla spiaggia con effetti rovinosi.

### Località
Il territorio interessato dal terremoto del marzo 1638 fu molto vasto, interessò oltre un centinaio di villaggi. Nella seguente tabella, costruita in base al Catalogo dell'Istituto nazionale di geofisica e al Database Macrosismico Italiano del 2004, vengono riportate alcune di queste località ordinate per longitudine:
| Località               | Latitudine | Longitudine | Intensità al sito (MCS) |
| ---------------------- | ---------- | ----------- | ----------------------- |
| Taranto                | 40.474     | 17.239      | 3                       |
| Maratea                | 39.993     | 15.721      | 6                       |
| Castrovillari          | 39.814     | 16.202      | 7-8                     |
| Belvedere Marittimo    | 39.618     | 15.863      | 8                       |
| Bisignano              | 39.513     | 16.285      | 8-9                     |
| Luzzi                  | 39.446     | 16.288      | 9                       |
| Cosenza                | 39.303     | 16.252      | 8-9                     |
| Carolei                | 39.253     | 16.218      | 9-10                    |
| Donnici                | 39.252     | 16.301      | 10                      |
| Cellara                | 39.218     | 16.334      | 10                      |
| Mangone                | 39.203     | 16.334      | 10-11                   |
| Rogliano               | 39.178     | 16.323      | 10-11                   |
| Carpanzano             | 39.147     | 16.303      | 11                      |
| Scigliano (Calvisi)    | 39.127     | 16.306      | 10                      |
| Pedivigliano           | 39.110     | 16.305      | 10                      |
| Motta Santa Lucia      | 39.091     | 16.290      | 11                      |
| Martirano              | 39.080     | 16.248      | 11                      |
| Conflenti              | 39.071     | 16.286      | 10-11                   |
| Serrastretta           | 39.013     | 16.416      | 10                      |
| Castiglione Marittimo  | 38.981     | 16.159      | 10-11                   |
| Gizzeria               | 38.981     | 16.206      | 10                      |
| Nicastro               | 38.974     | 16.318      | 11                      |
| Zangarona              | 38.970     | 16.344      | 10                      |
| Sambiase               | 38.966     | 16.282      | 11                      |
| Feroleto Antico        | 38.962     | 16.388      | 10-11                   |
| Sant'Eufemia           | 38.920     | 16.254      | 11                      |
| Tiriolo                | 38.947     | 16.509      | 9-10                    |
| Catanzaro              | 38.914     | 16.586      | 7-8                     |
| Maida                  | 38.858     | 16.365      | 9                       |
| Jacurso                | 38.846     | 16.380      | 10                      |
| San Floro              | 38.837     | 16.519      | 10                      |
| Curinga                | 38.826     | 16.313      | 8-9                     |
| Girifalco              | 38.822     | 16.425      | 10                      |
| Castelmonardo          | 38.783     | 16.292      | 10                      |
| Francavilla Angitola   | 38.777     | 16.271      | 9-10                    |
| Pizzo                  | 38.733     | 16.159      | 8                       |
| Monterosso Calabro     | 38.717     | 16.289      | 8-9                     |
| San Vito sullo Ionio   | 38.710     | 16.408      | 8                       |
| Briatico               | 38.707     | 16.023      | 8                       |
| Maierato               | 38.706     | 16.191      | 8-9                     |
| San Cono               | 38.683     | 16.013      | 8                       |
| Filogaso               | 38.681     | 16.228      | 10                      |
| Chiaravalle Centrale   | 38.680     | 16.412      | 8-9                     |
| Tropea                 | 38.675     | 15.899      | 7                       |
| Monteleone             | 38.675     | 16.102      | 6-7                     |
| Cessaniti              | 38.663     | 16.026      | 8                       |
| San Costantino Calabro | 38.631     | 16.073      | 10                      |
| Francica               | 38.616     | 16.099      | 8-9                     |
| Soriano Calabro        | 38.598     | 16.230      | 6                       |
| Mileto                 | 38.593     | 16.080      | 8                       |
| Nicotera               | 38.551     | 15.938      | 9                       |
| Caridà                 | 38.523     | 16.135      | 8                       |
| Rosarno                | 38.487     | 15.976      | 8                       |
| Plaesano               | 38.473     | 16.077      | 10                      |
| Castelvetere           | 38.381     | 16.409      | 6-7                     |
| Reggio Calabria        | 38.108     | 15.647      | 5-6                     |